# Antiquarium Turritano
Il Museo Archeologico Nazionale "Antiquarium Turritano" è un museo archeologico di Porto Torres.
Inaugurato nel 1984, dal dicembre 2014 il Ministero per i beni e le attività culturali lo gestisce tramite il Polo museale della Sardegna, nel dicembre 2019 divenuto Direzione regionale Musei.

## La collezione
Il percorso espositivo è articolato su due piani: al piano terra sono esposti principalmente materiali provenienti dalle necropoli messe in luce in area urbana, una sezione dedicata alla statuaria e una subacquea. Al piano superiore sono invece esposti i reperti provenienti dalle terme centrali, la sezione dei marmi e inoltre la collezione comunale, messa insieme dal signor Emilio Paglietti tra Ottocento e Novecento. Questa comprende reperti che coprono un arco cronologico molto vario, non tutti provenienti dal territorio di Porto Torres.